# OFC TV
La OFC TV u OFC Television es el canal oficial de la Confederación de Fútbol de Oceanía, que televisa vía internet las principales competencias de fútbol oceánicas y que es el encargado de realizar los resúmenes de cada encuentro de los torneos de la OFC, además de recolectar las estadísticas de cada partido y competición. James Bannatyne, exfutbolista neozelandés es el actual encargado de la recolección de estadísticas.

## Historia

### Inicios
Cuando la OFC comenzó a mostrarse en internet, uno de los puntos necesarios era poseer una manera de hacer llegar al público en línea los resúmenes de cada partido disputado en las competencias oceánicas. Fue así que se decidió adquirir elementos necesarios para ello, como cámaras y computadoras especializadas en repeticiones, se contrató a Gordon Glen Watson, relator, y comenzaron las construcciones de cabinas televisivas en la mayoría de los estadios internacionales de los países miembro de la confederación.

### Comienzo del live streaming
A principios de 2012 se estaba disputando el Torneo Preolímpico de la OFC y se anunció que el partido entre Vanuatu y Fiyi sería televisado online, y que sería totalmente gratis, mientras que para ver el resto de la competición habría que pagar. En los siguientes meses los únicos dos partidos que se mostraron al público por este medio fueron los de ida y vuelta correspondientes a la final de la Liga de Campeones de la OFC 2011/12 entre el Auckland City FC y el AS Tefana, pero con la llegada de la Copa de las Naciones de la OFC en julio, la Confederación avisó que los 16 encuentros serán televisados vía internet, además, Miles Davis fue contratado como comentarista para acompañar a Watson.
En enero de 2013, el Waitakere United, franquicia neozelandesa participante de la ASB Premiership, firmó con la OFC TV un acuerdo por el cual se podría llegar a televisar en línea todos los encuentros restantes de la temporada 2012/13, además de una oferta que incluiría dos de los cuatro partidos de semifinales y la final del torneo neozelandés. Ese año también se mostraron en línea las semifinales y final de la Liga de Campeones y el Campeonato de Futsal de la OFC.